# Голеган (район)
Голеган (порт. Golegã) — район (фрегезия) в Португалии, входит в округ Сантарен. Является составной частью муниципалитета Голеган. По старому административному делению входил в провинцию Рибатежу. Входит в экономико-статистический субрегион Лезирия-ду-Тежу, который входит в Алентежу. Население составляет 3893 человека на 2001 год. Занимает площадь 38,45 км².